# 嘉蔭口岸
嘉蔭口岸（かいん-こうがん、中国語: 嘉荫口岸、ロシア語: Порт Цзяин、イディッシュ語: דזשיייין פּאָרט）は中華人民共和国黒竜江省伊春市嘉蔭県とロシア連邦ユダヤ自治州の間に位置する水路出入国検査場。
1989年4月8日、国務院により国家一類口岸に指定され、1992年に中露両国政府により正式に国際貨客出入国検査場に指定され翌年対外開放された。水路による通関が基本であるが、アムール川が氷結する冬季にはトラックによる陸上通関も行われている。